# 能見町
能見町（のみちょう）は、愛知県岡崎市の町名である。丁番を持たない単独町名である。

## 地理
岡崎市の西部に位置し、中心街にほど近い。直接番地が振られているが本項では割愛する。

## 世帯数と人口
2019年（令和元年）5月1日現在の世帯数と人口は以下の通りである。
| 町丁   | 世帯数  | 人口  |
| ------ | ------- | ----- |
| 能見町 | 148世帯 | 302人 |

### 人口の変遷
国勢調査による人口の推移
| 1995年（平成7年）  | 454人 | [ 5 ] |  |
| 2000年（平成12年） | 429人 | [ 6 ] |  |
| 2005年（平成17年） | 383人 | [ 7 ] |  |
| 2010年（平成22年） | 330人 | [ 8 ] |  |
| 2015年（平成27年） | 303人 | [ 9 ] |  |

## 小・中学校の学区
市立小・中学校に通う場合、学区は以下の通りとなる。
| 番・番地等 | 小学校             | 中学校           | 高等学校 |
| ---------- | ------------------ | ---------------- | -------- |
| 全域       | 岡崎市立愛宕小学校 | 岡崎市立葵中学校 | 三河学区 |

## 歴史
額田郡岡崎能見町を前身とする。岡崎城下の城下町として栄えた。

### 町名の由来
矢作宿の長者金高が当地に楽人を集めて能や狂言を催したことに由来するとされる。

### 沿革
- 1884年（明治17年） - 六供村の一部および岡崎中町を合併[12]。
- 1889年（明治22年）10月1日 - 町村制施行に伴い、岡崎横町・岡崎亀井町・岡崎久右衛門町・岡崎魚町・岡崎康生町・岡崎材木町・岡崎十王町・岡崎松本町・岡崎上肴町・岡崎伝馬町・岡崎田町・岡崎唐沢町・岡崎島町・岡崎投町・岡崎能見町・岡崎八幡町・岡崎板屋町・岡崎福寿町・岡崎門前町・岡崎祐金町・岡崎裏町・岡崎両町・岡崎連尺町・岡崎六地蔵町・岡崎籠田町・菅生村・中村・梅園村・八帖村・六供村が合併し、岡崎町大字能見となる[12]。
- 1916年（大正5年）7月1日 - 市制施行に伴い、岡崎市大字能見となる[13]。
- 1917年（大正6年）7月1日 - 能見町に改称[13]。
- 1957年（昭和32年）11月15日 - 一部が能見通1～2丁目・東能見町・松本町1～2丁目・材木町2丁目・本町通3丁目・八幡町1丁目・六供本町1丁目となる[13]。

## 施設
- 貞寿寺
- 永泉禅寺

## ギャラリー

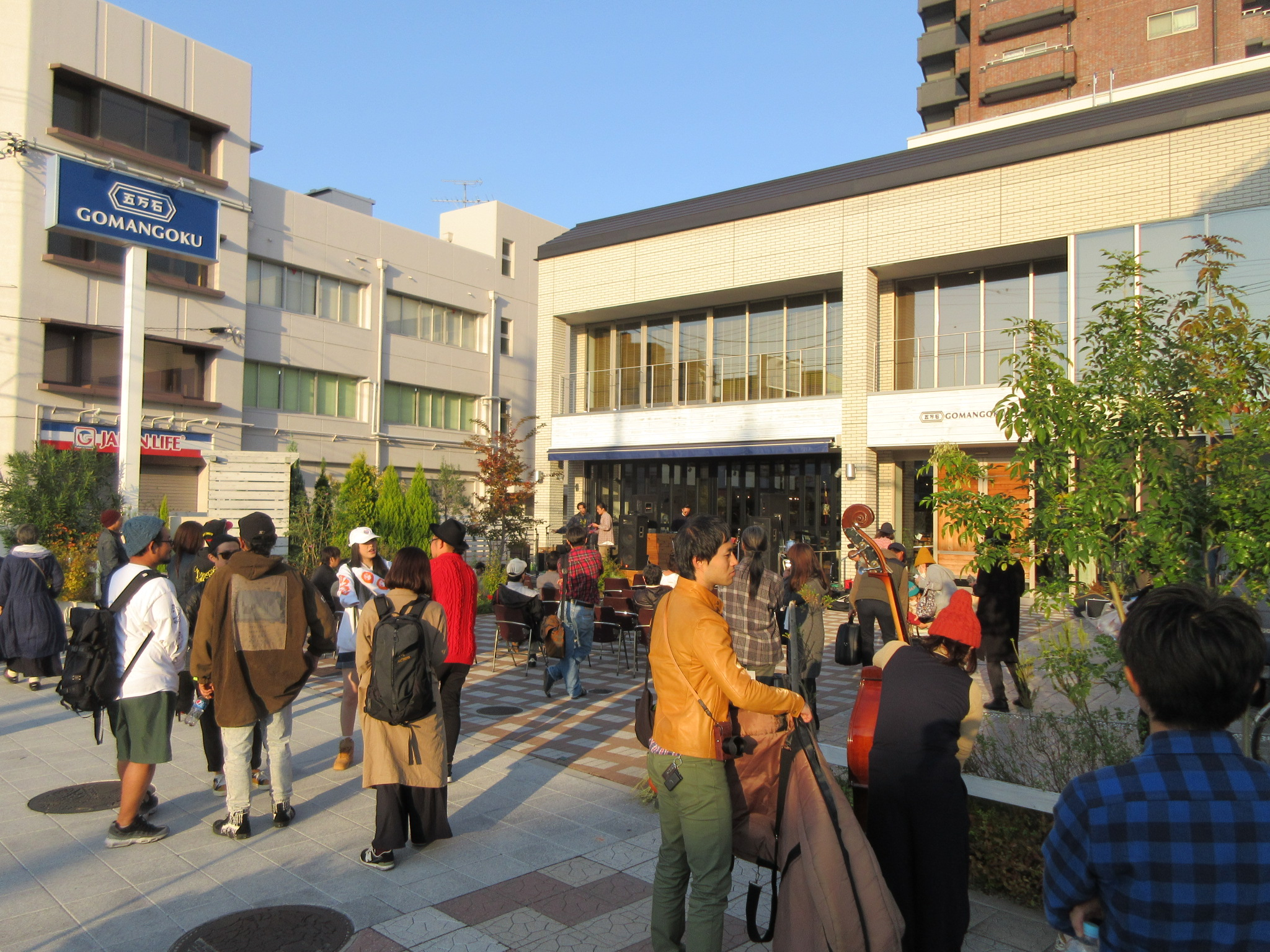
「岡崎ジャズストリート」の演奏会場となった家具店
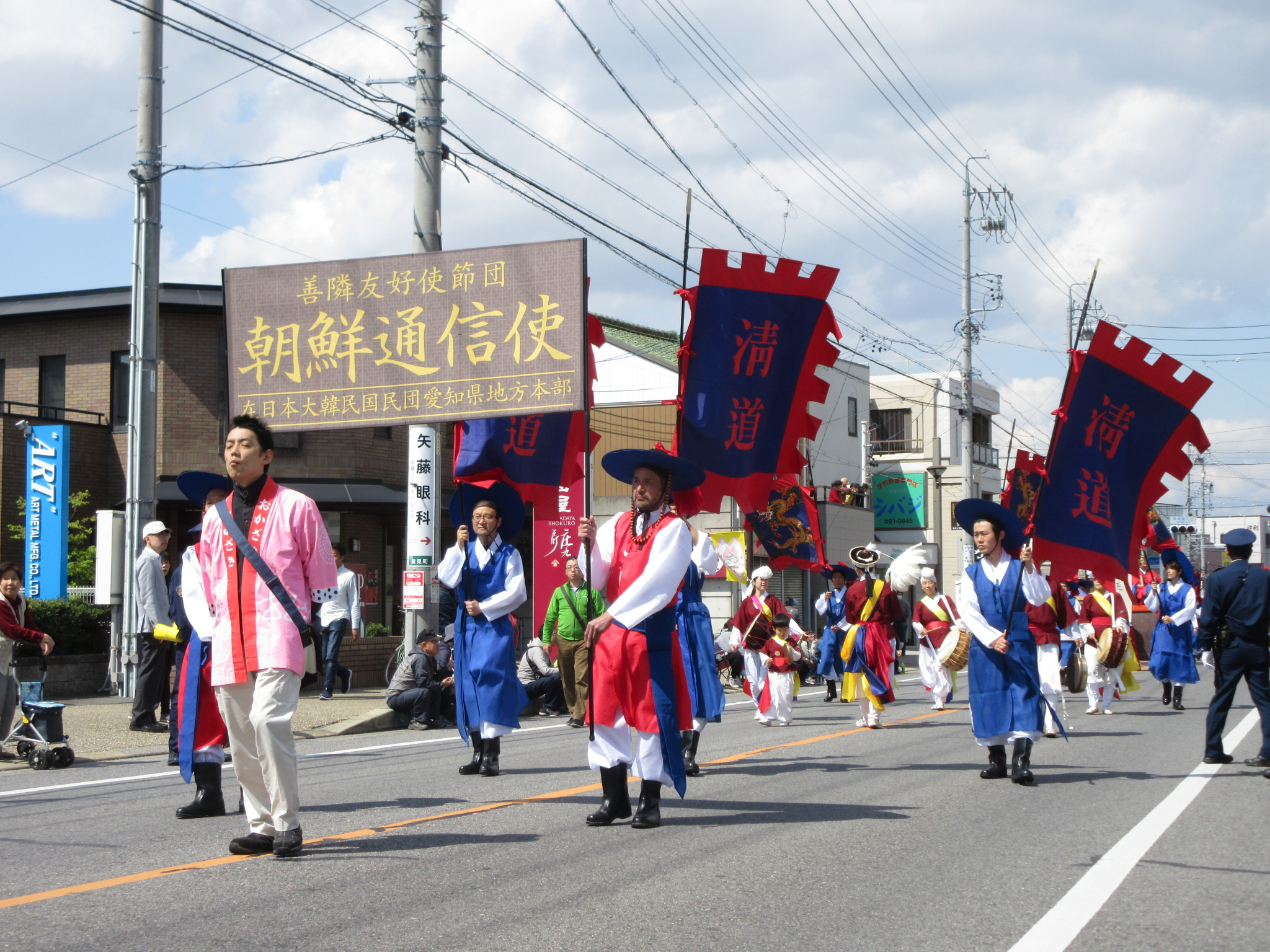
家康行列（2018年4月8日）
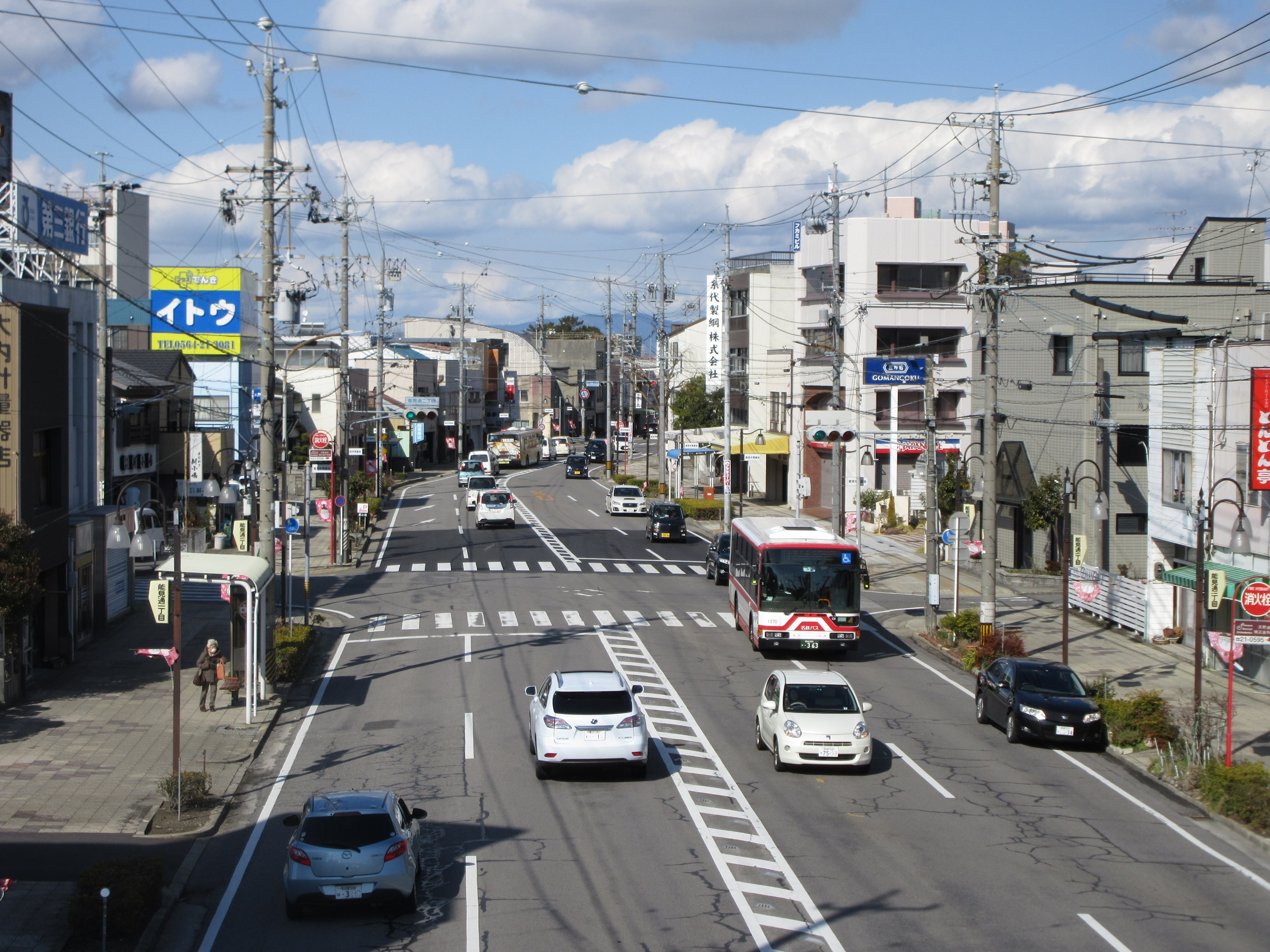
愛知県道39号岡崎足助線
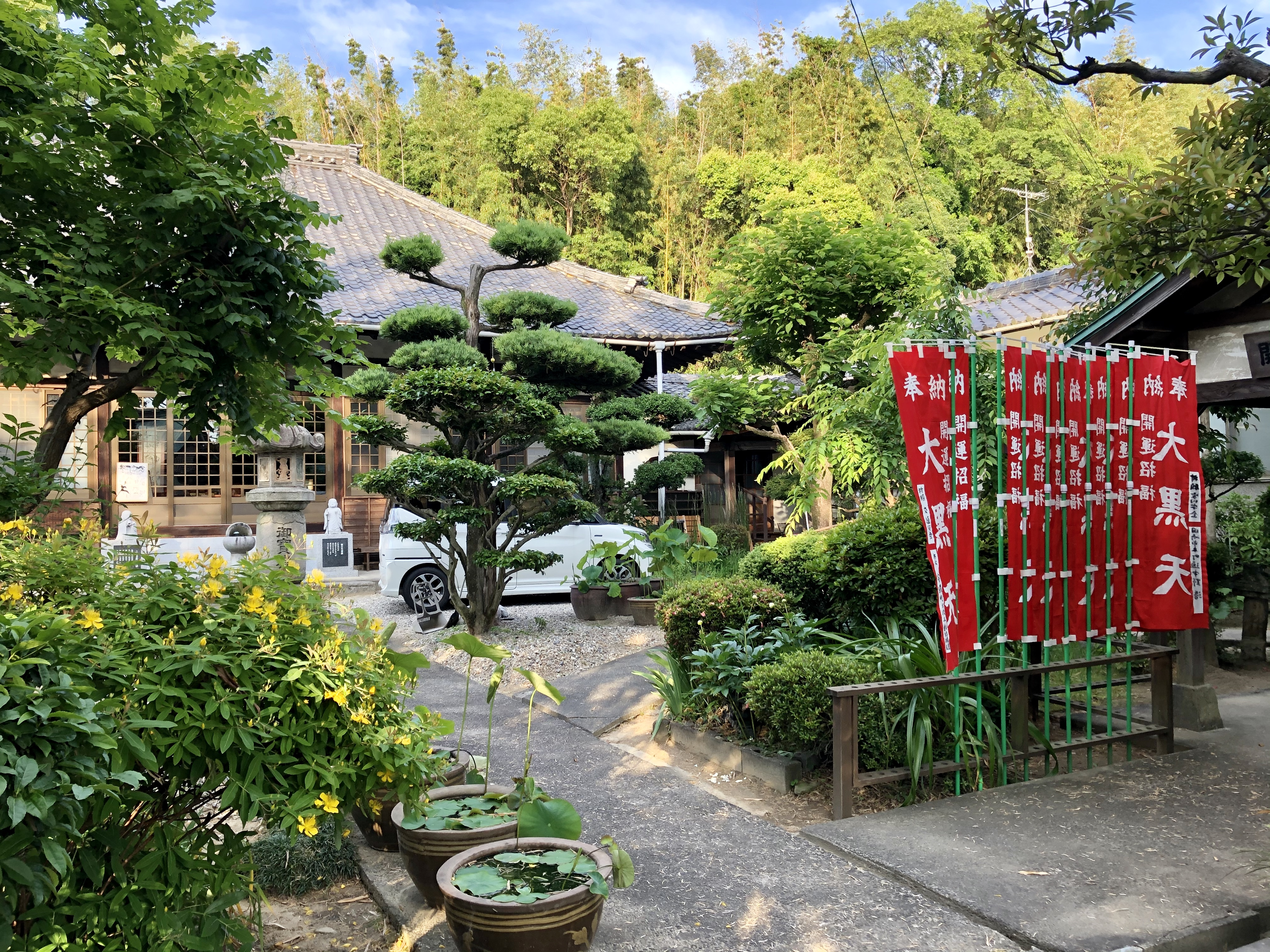
永泉禅寺
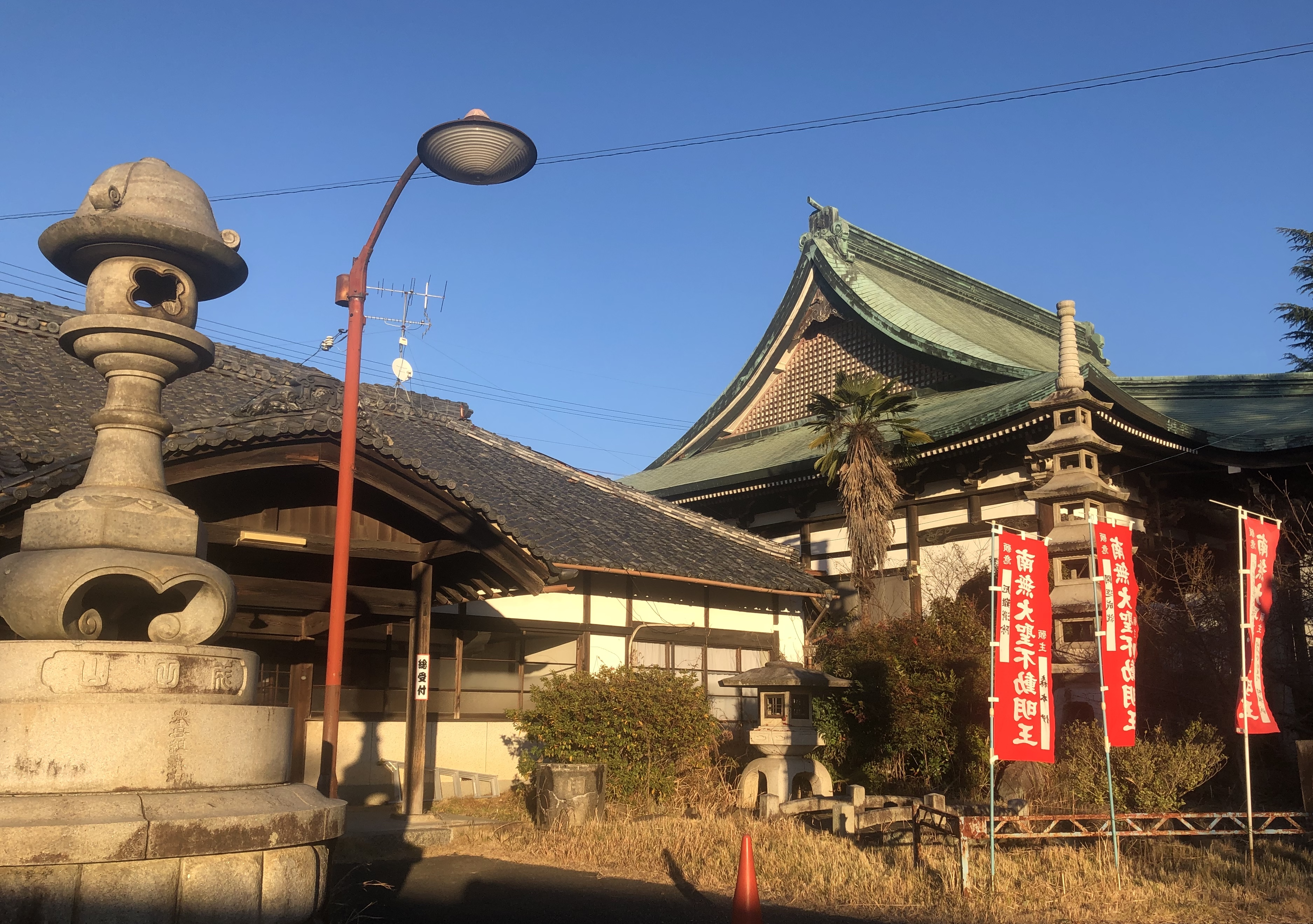
貞寿寺
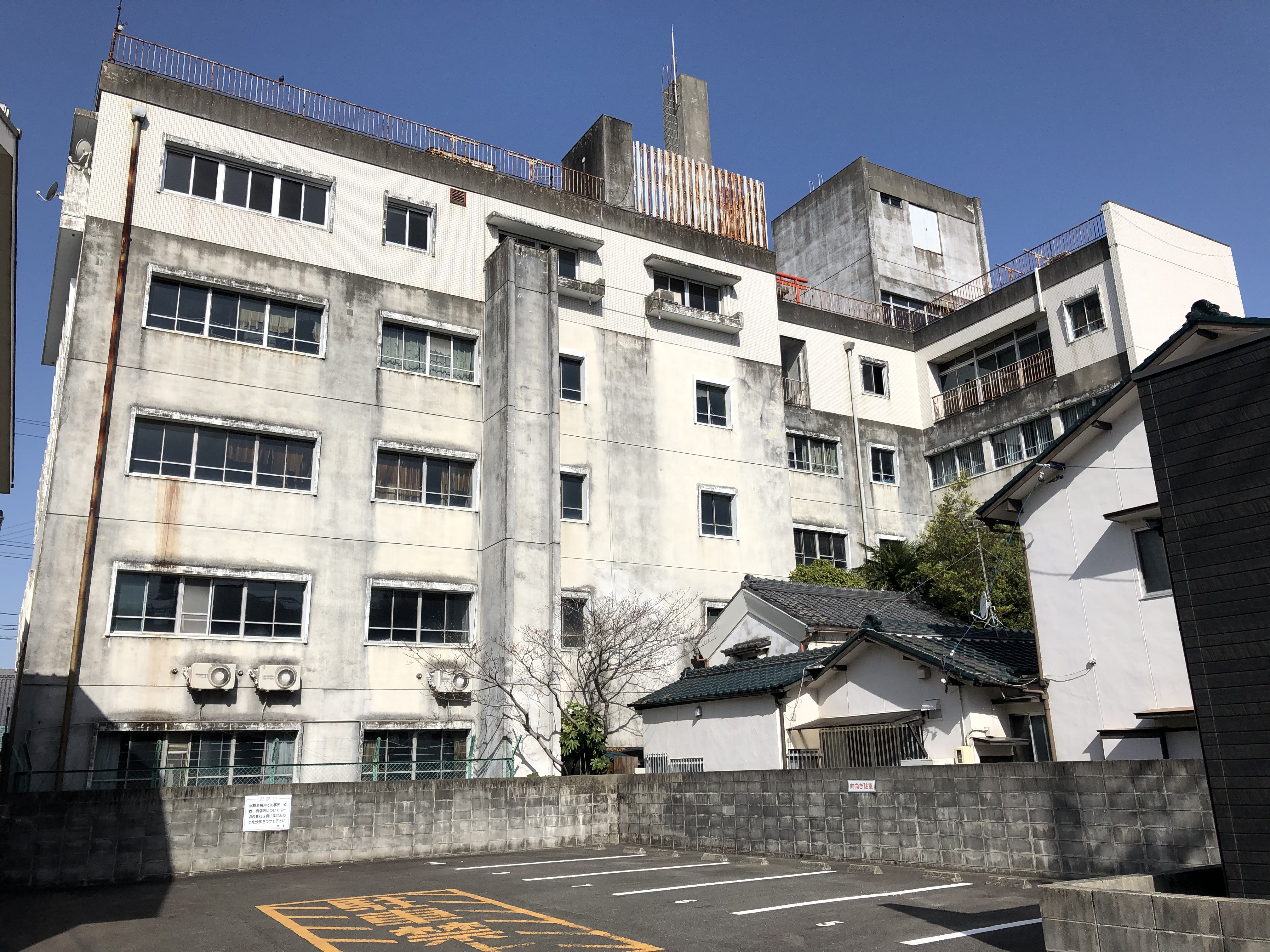
旧長坂記念病院
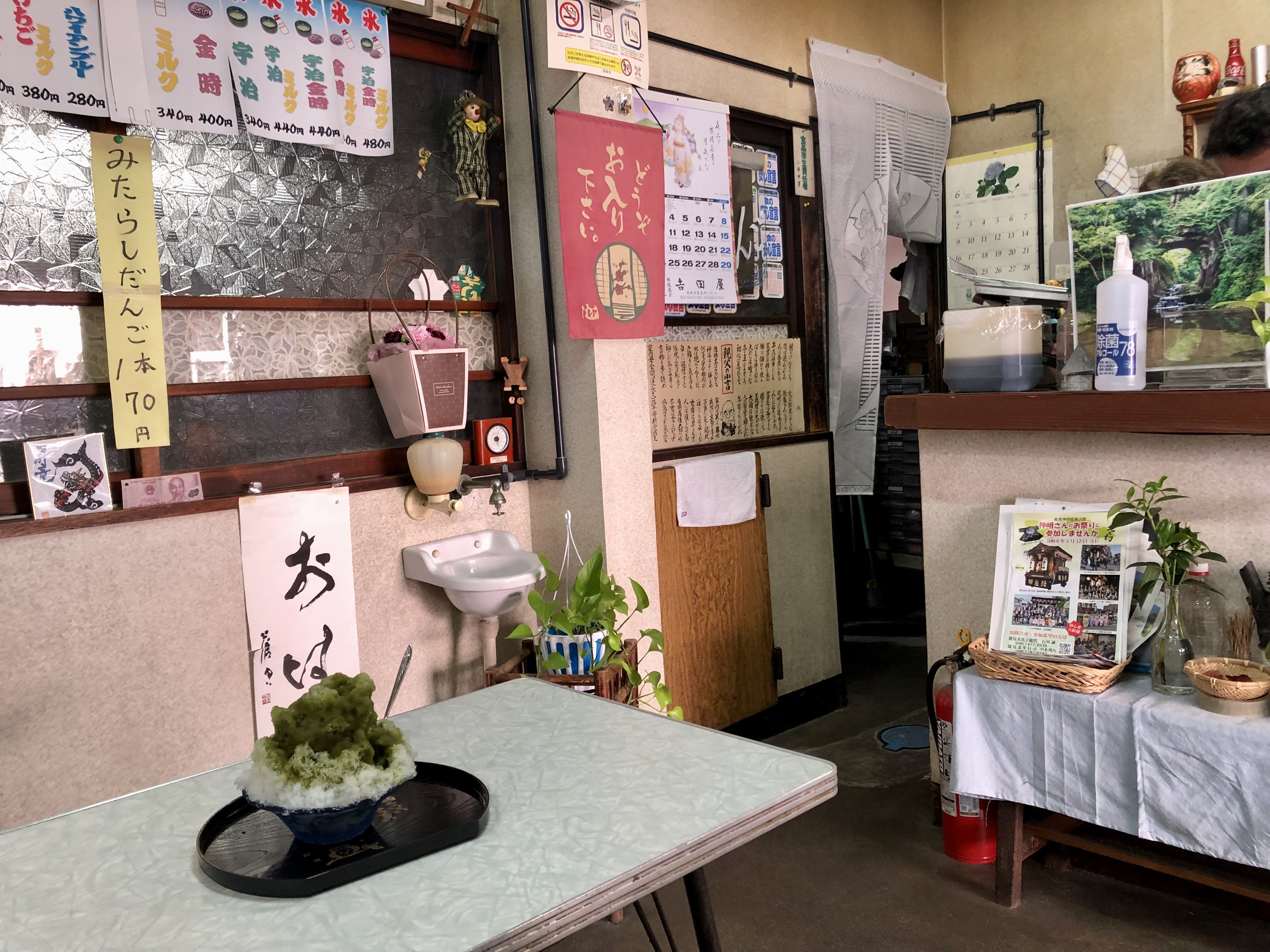
あまざけ屋

## 交通

### 道路
- 愛知県道39号岡崎足助線（能見通り）
- 愛知県道56号名古屋岡崎線（平針街道）

## その他

### 日本郵便
- 郵便番号 : 444-0061[3]（集配局：岡崎郵便局[14]）。

## 参考資料
- 「角川日本地名大辞典」編纂委員会 編『角川日本地名大辞典 23 愛知県』角川書店、1989年3月8日。ISBN 4-04-001230-5。
- 有限会社平凡社地方資料センター 編『日本歴史地名体系第23巻 愛知県の地名』平凡社、1981年。ISBN 4-582-49023-9。
- 新編岡崎市史編さん委員会 編『新編岡崎市史 総集編 20』1993年。